# Gavendorf

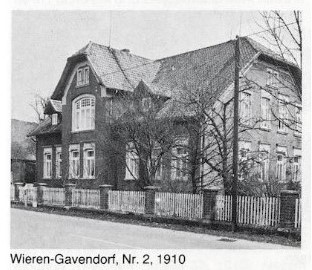
Stattliches Wohnhaus als Ziegelbau mit stuckierten Fensterumrahmungen und einem Portikus an der zur Hofeinfahrt liegenden Giebelseite aus dem Jahre 1910.

Gavendorf ist ein Ortsteil der Gemeinde Wrestedt (Samtgemeinde Aue) im niedersächsischen Landkreis Uelzen.

## Geografie
Der Ort liegt östlich des Kernortes Wrestedt und südöstlich der Kreisstadt Uelzen.
Westlich und nördlich fließt der Wellendorfer Graben und östlich der Kroetzer Bach. Westlich verläuft der Elbe-Seitenkanal. Südwestlich liegt das 18 ha große Naturschutzgebiet Droher Holz und nordöstlich das 12 ha große Naturschutzgebiet Schwarzes Moor bei Gavendorf.

## Verkehrsanbindung

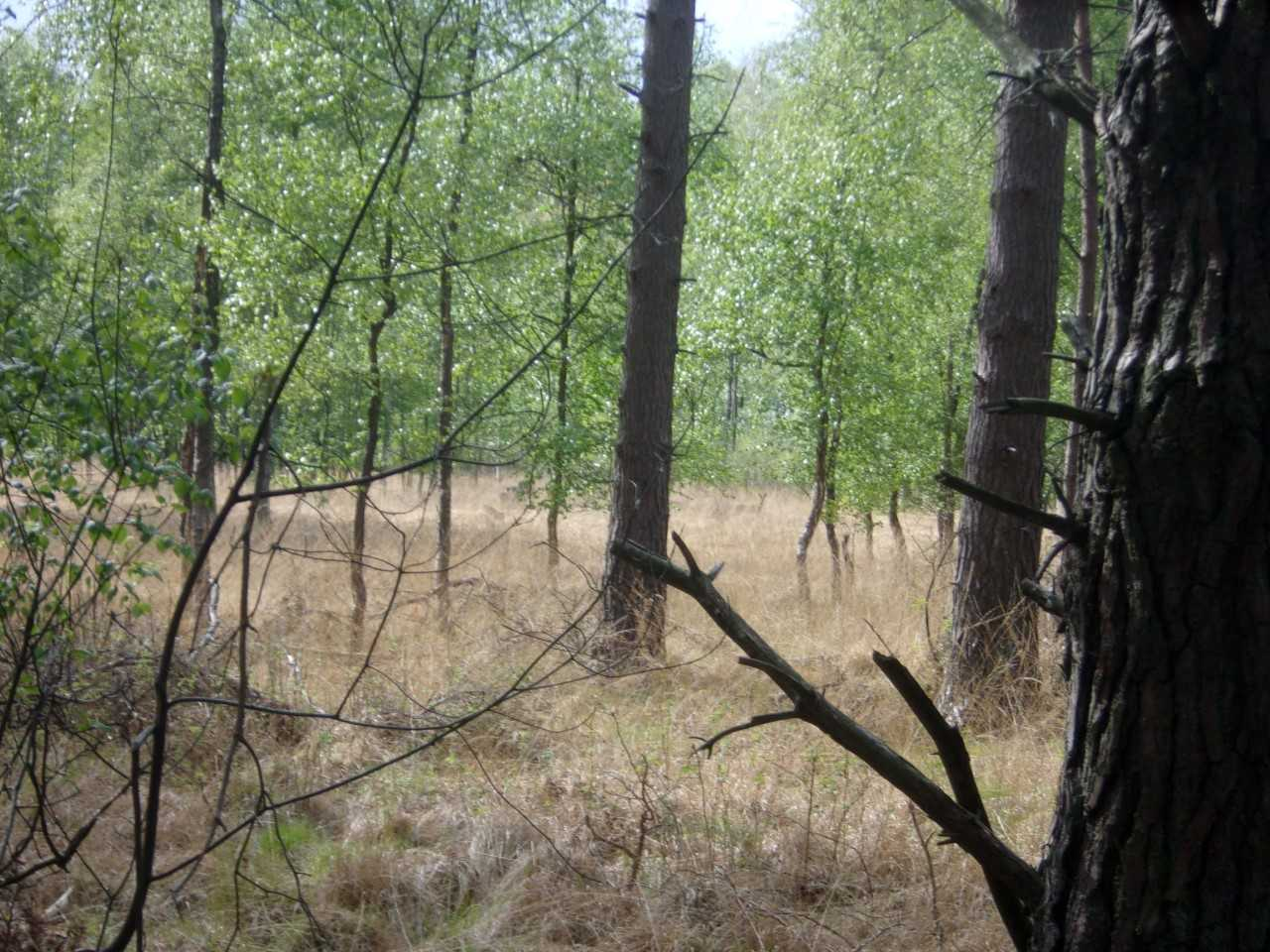
Schwarzes Moor bei Gavendorf

Eine Busverbindung mit der Linien-Nummer 7036 ist mit der Bezeichnung Abzweigung Gavendorf vorhanden.

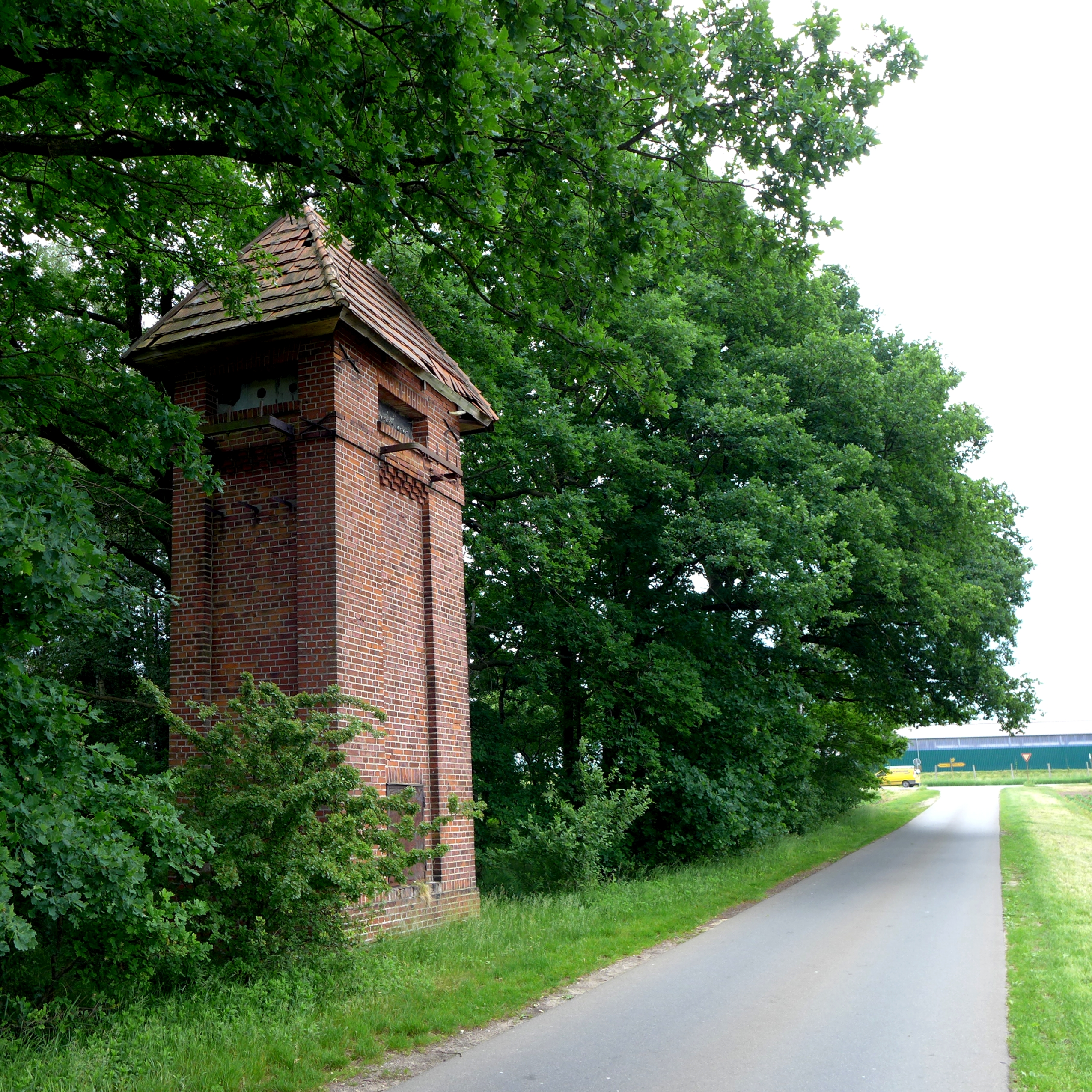
Ehemaliges Transformatorenhaus, an der Verbindungsstraße zwischen Gavendorf und Kl. Pretzier. Wird heute als Eulenhaus genutzt.

Die K 5 führt im Norden von der B 71 in Wellendorf – über Gavendorf – K 35 – Groß Pretzier – K 51 – Emern bis zur L 270 in Wieren.

## Geschichte
Der Name Govendorpe wird zum ersten Mal im Jahre 1338 erwähnt. Aber schon 1360 schreibt er sich Gagendorpe oder Gogendorpe oder das Gogos Dorf. Worauf der Name genau zurückzuführen ist, ist nicht bekannt. Wahrscheinlich hat der Name Gavendorf etwas mit dem ersten Siedler zu tun, der Gaveke, später Gafke hieß. So hat sich dann der Name Gavendorf gebildet, wie das Dorf heute heißt.
Zu dieser Zeit handelte es sich um ein unwirtschaftliches Land, das voll tiefer Sümpfe und undurchdringlicher Wälder war. In Gavendorf zeugt das Schwarze Moor noch von einem Sumpfgebiet. Auch einige Flurnamen weisen noch heute auf Sumpfgebiete hin, wie die Namen: Große Wiesen, Kohleitz-Moor, Bäzker-Moor, Masch, Hagen, Oberer Busch. Bis zum Ersten Weltkrieg wurde in diesem Moor noch Torf gestochen.
Nur noch einzelne Eichen erinnern daran, dass sich vor der Besiedelung an der Stelle ein Eichenwald befand.
Im 7. Jahrhundert drangen slawische Völkerscharen in die Gegend und gründeten wendische Siedlungen. Wendische Dörfer erkennt man an der Rundlingsform.
Auch Gavendorf war bis etwa 1850 ein Runddorf. Es lag etwa 100 m weiter nordöstlich. Die Höfe lagen alle im Halbkreis. Es führte nur eine Straße ins Dorf, von der aus man jeden Hof erreichen konnte. Zu einem Hof gehörte früher ein Schafstall, der hinter dem Hof lag. Mitten auf dem Dorfplatz stand eine mächtige Linde, deren Alter schon einige 100 Jahre betrug. Unter ihrem Dach wurden die Dorfversammlungen und andere Zusammenkünfte abgehalten.
Gavendorf besaß früher ein Armenhaus und eine Brennerei. Die Reste des alten Brennhauses sind heute noch zu sehen. Zu dem alten Brennhaus gehörte ein Weinstall, in dem der Branntwein aufbewahrt wurde. Zu den Wirtschaftsgebäuden eines Hofes gehörte früher das Wohnhaus, ein Backhaus (Backstube und Backofen), ein Schafstall und ein Speicher. Im Speicher wurden Flachs, Garn, Leinen, Getreide, Fleisch, Geräte usw. aufbewahrt. Der Speicher stand stets so, dass er vom Flett (Küche eines Hallenhauses) aus beobachtet werden konnte.
In Gavendorf gab es bis 1950 eine große Anzahl an Bienenvölkern, heute dienen nur noch einzelne Völker dem Hobby.

## Chronologie 20. Jahrhundert
- 25. Juli 1919: Anschluss an die zentrale Stromversorgung des Kreises Uelzen.
- bis 1930: selbständige Gemeinde.[3]
- 1930 – 30. Juni 1972: Gemeinde Kroetze mit den Orten Gavendorf, Kroetze und Kroetzmühle.
- Ende April 1945: Besetzung des Ortes durch kanadische Luftlandetruppen.
- 1950: Beginn mit dem Ausbau der Kurve der K 5 in Gavendorf.
- 1965: Gründung des Beregnungsverbandes Kroetze-Gavendorf durch Landwirte aus beiden Orten.
- 1971: Gründung der Brennereigenossenschaft Kroetze mit Sitz in Gavendorf.
- 1972–2011: im Zuge der Gebiets- und Verwaltungsreform zugeordnet zur Samtgemeinde Wrestedt, Gemeinde Wieren.
- 2011: aus dem Zusammenschluss der Samtgemeinde Bodenteich mit der Samtgemeinde Wrestedt entsteht die Samtgemeinde Aue.
- Juli 2021: Anschluss an das Glasfasernetz der Lünecom mit Sitz in Lüneburg (Niedersachsen).

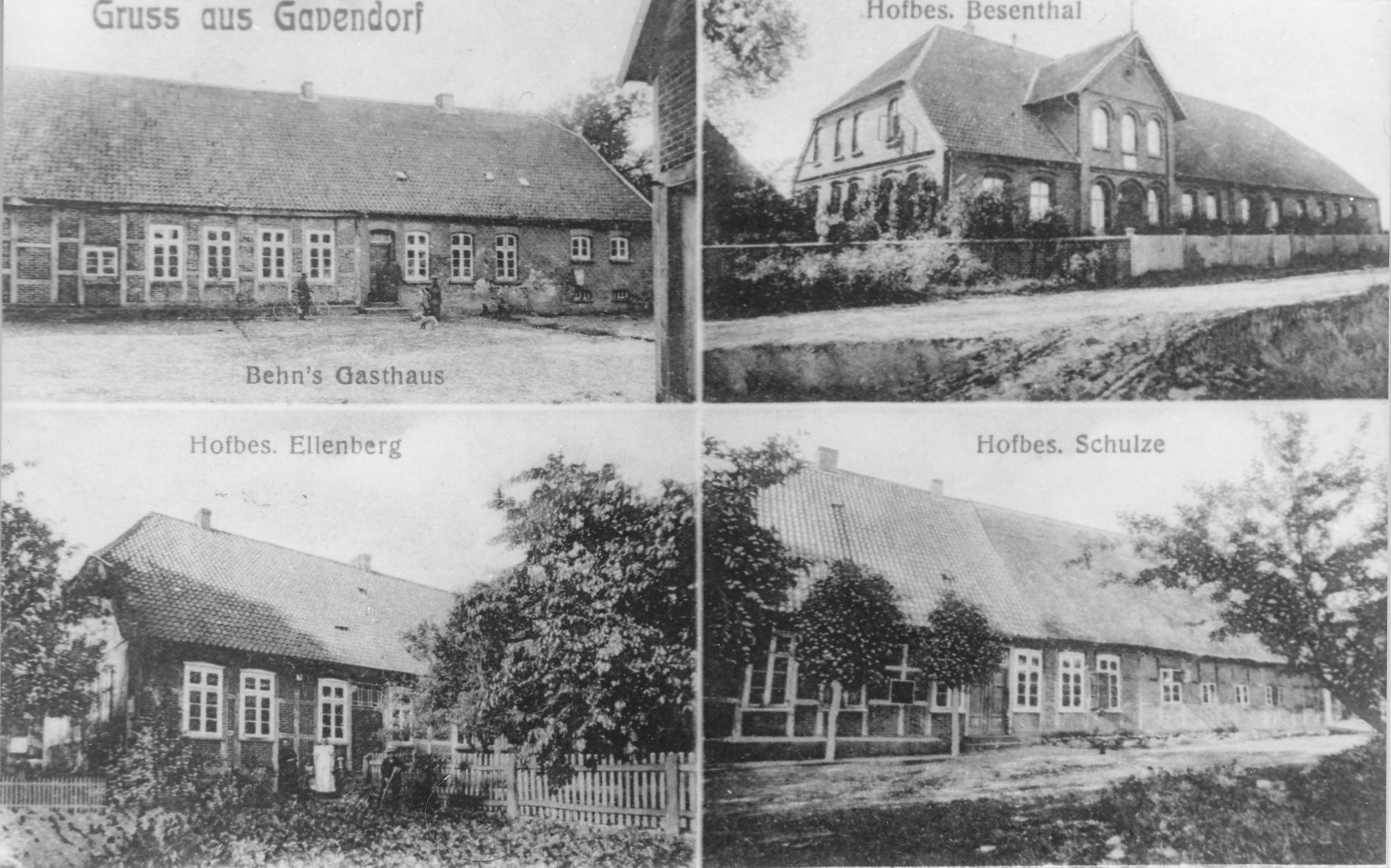
Ansichtskarte von 1909